# قرقیزستان ۲۵۶۶

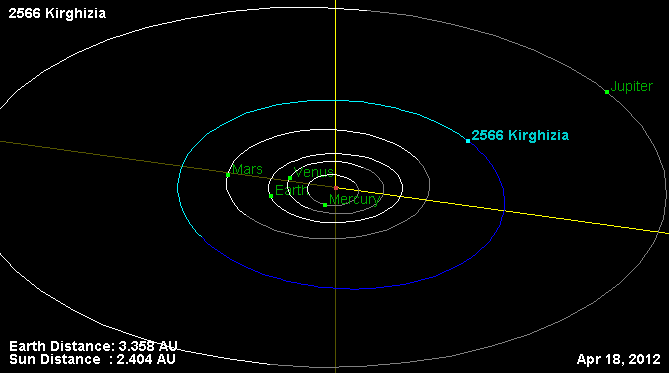
مدار سیارک

سیارک ۲۵۶۶ (به انگلیسی: 2566 Kirghizia، نامگذاری:1979FR2) دو هزار و پانصد و شصت و ششمین سیارک کشف شده‌است که در ۲۹ مارس ۱۹۷۹ کشف شد.
قدر مطلق سیارک برابر ۱۲٫۶۰ است.